# Attelabidae
Attelabidae Billberg, 1820 è una famiglia cosmopolita di coleotteri appartenenti alla superfamiglia Curculionoidea.

## Biologia

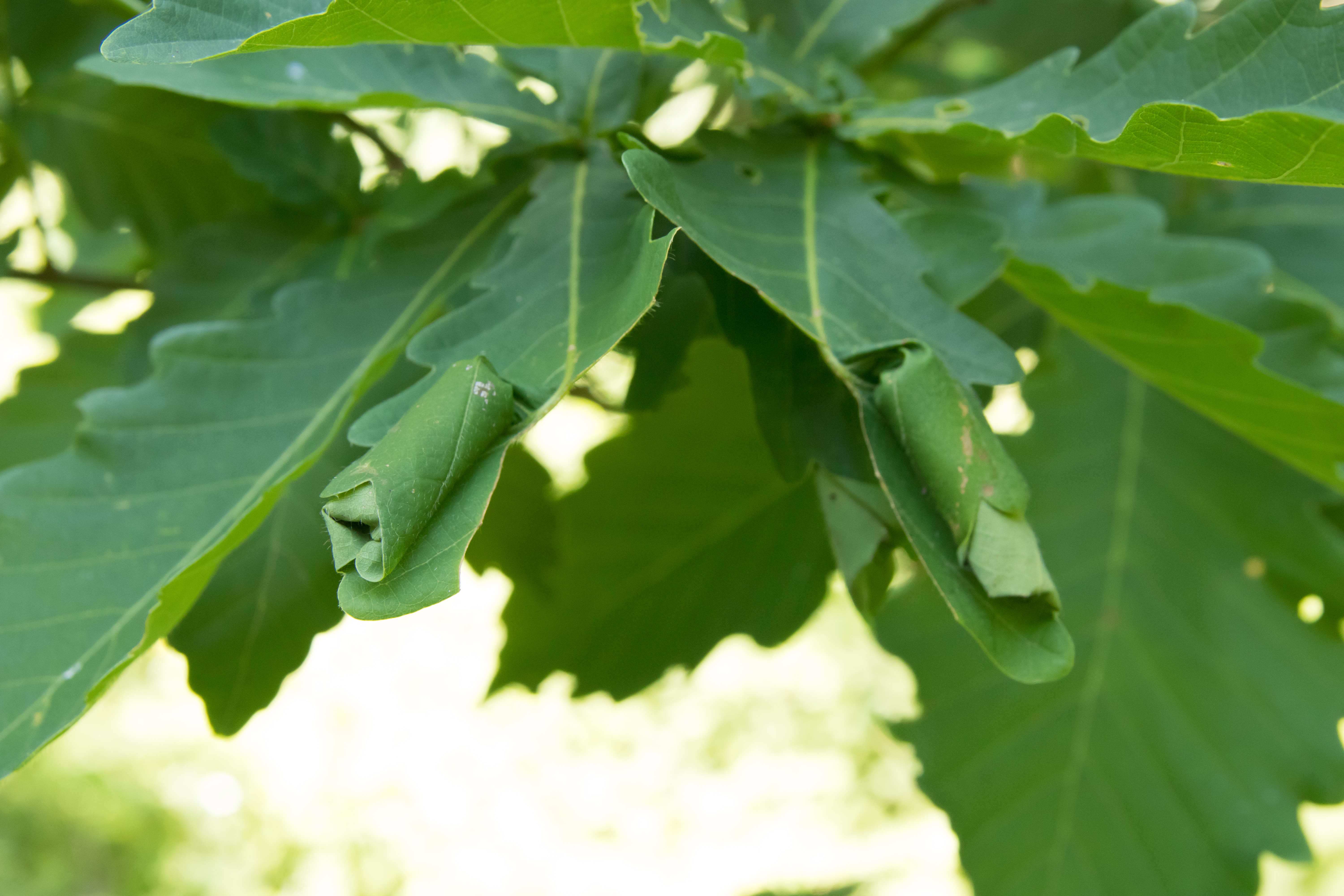
Nidi

Sono insetti fitofagi che si nutrono di gemme, foglie e giovani germogli.
Le femmine di alcune specie di Attelabidae formano con le foglie arrotolate dei nidi a forma di 'sigaro', al cui interno avviene l'ovideposizione. Le larve si nutrono dei tessuti fogliari che formano la parte interna del nido. Altre specie depongono le uova all'interno dei frutti o di parti vegetative delle piante.

## Distribuzione e habitat
La famiglia ha una distribuzione cosmopolita essendo presente in tutti i continenti, eccetto l'Antartide. La maggiore biodiversità si osserva nelle ecozone orientale, afrotropicale e neotropicale.

## Tassonomia
La famiglia Attelabidae comprende oltre 3.000 specie raggruppate nelle seguenti sottofamiglie e tribù:
- Sottofamiglia Attelabinae Billberg, 1820
  - Tribù Attelabini Billberg, 1820
  - Tribù Euopini Voss, 1925
  - Tribù Pilolabini Voss, 1925

- Sottofamiglia Apoderinae Jekel, 1860
  - Tribù Apoderini Jekel, 1860
  - Tribù Clitostylini Voss, 1929
  - Tribù Hoplapoderini Voss, 1926
  - Tribù Trachelophorini Voss, 1926

- Sottofamiglia Rhynchitinae Gistel, 1848
  - Tribù Auletini Desbrochers des Loges, 1908
  - Tribù Auletorhinini Voss, 1935
  - Tribù Byctiscini Voss, 1923
  - Tribù Cesauletini Legalov, 2003
  - Tribù Deporaini Voss, 1929
  - Tribù Minurini Legalov, 2003
  - Tribù Rhinocartini Voss, 1931
  - Tribù Rhynchitini Gistel, 1848

- Sottofamiglia Isotheinae Scudder, 1893
  - Tribù Isotheini Scudder, 1893
  - Tribù Toxorhynchini Scudder, 1893 †

- Sottofamiglia Pterocolinae Lacordaire, 1865

### Alcune specie

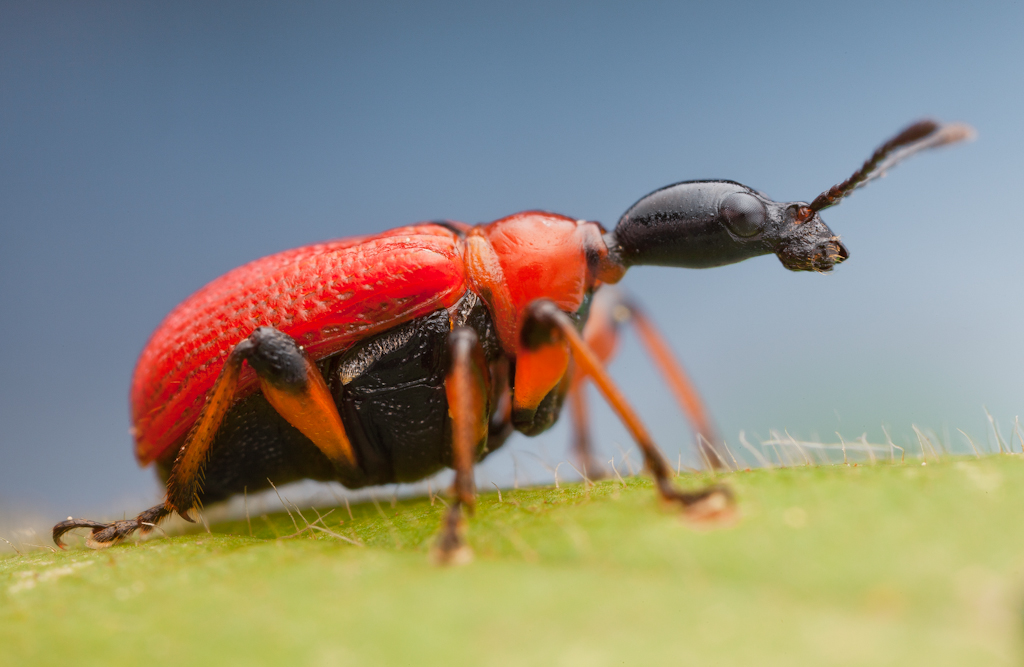
Apoderus coryli
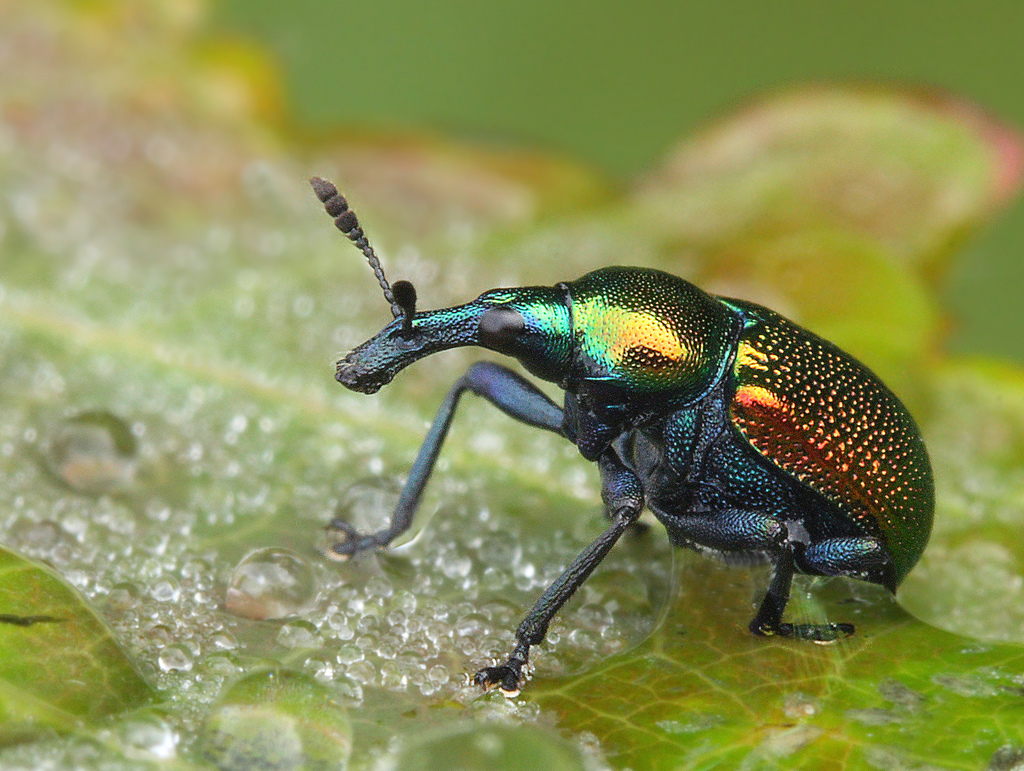
Byctiscus betulae
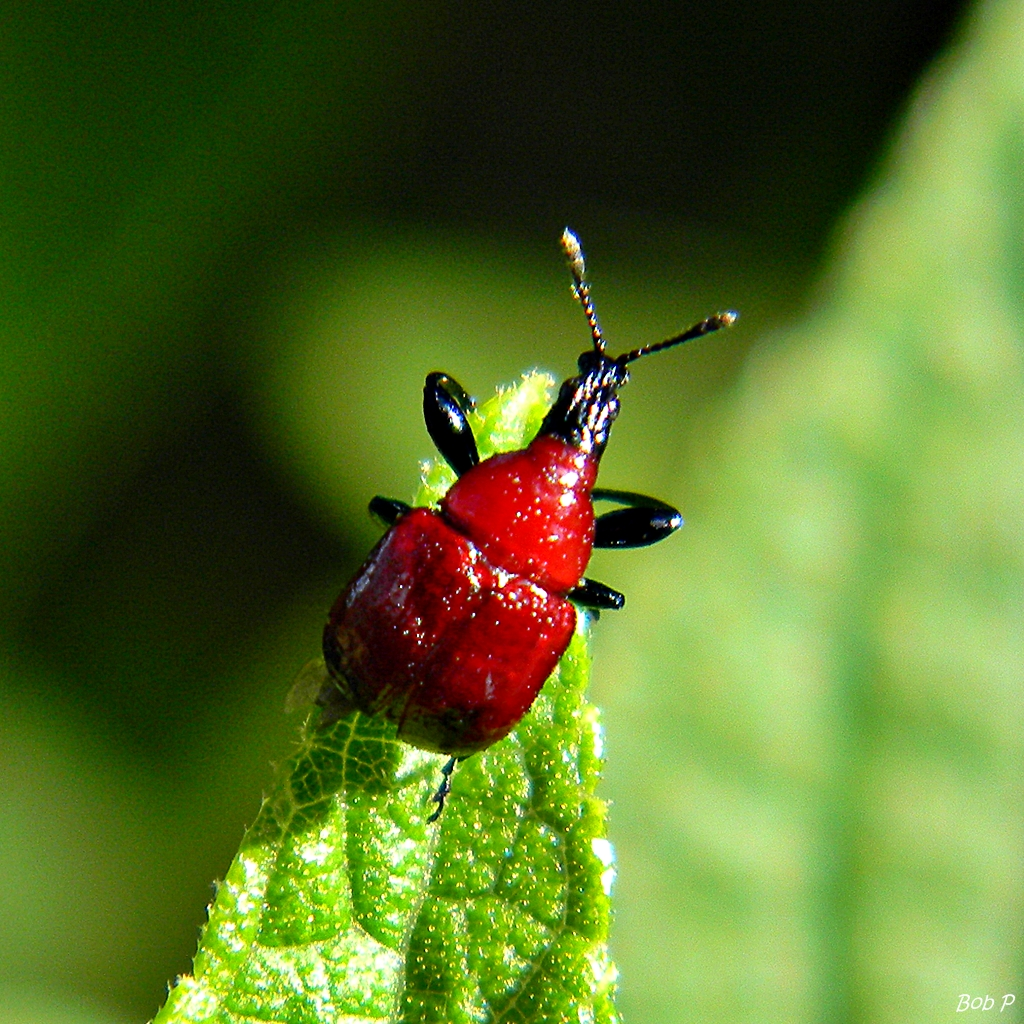
Homoeolabus analis
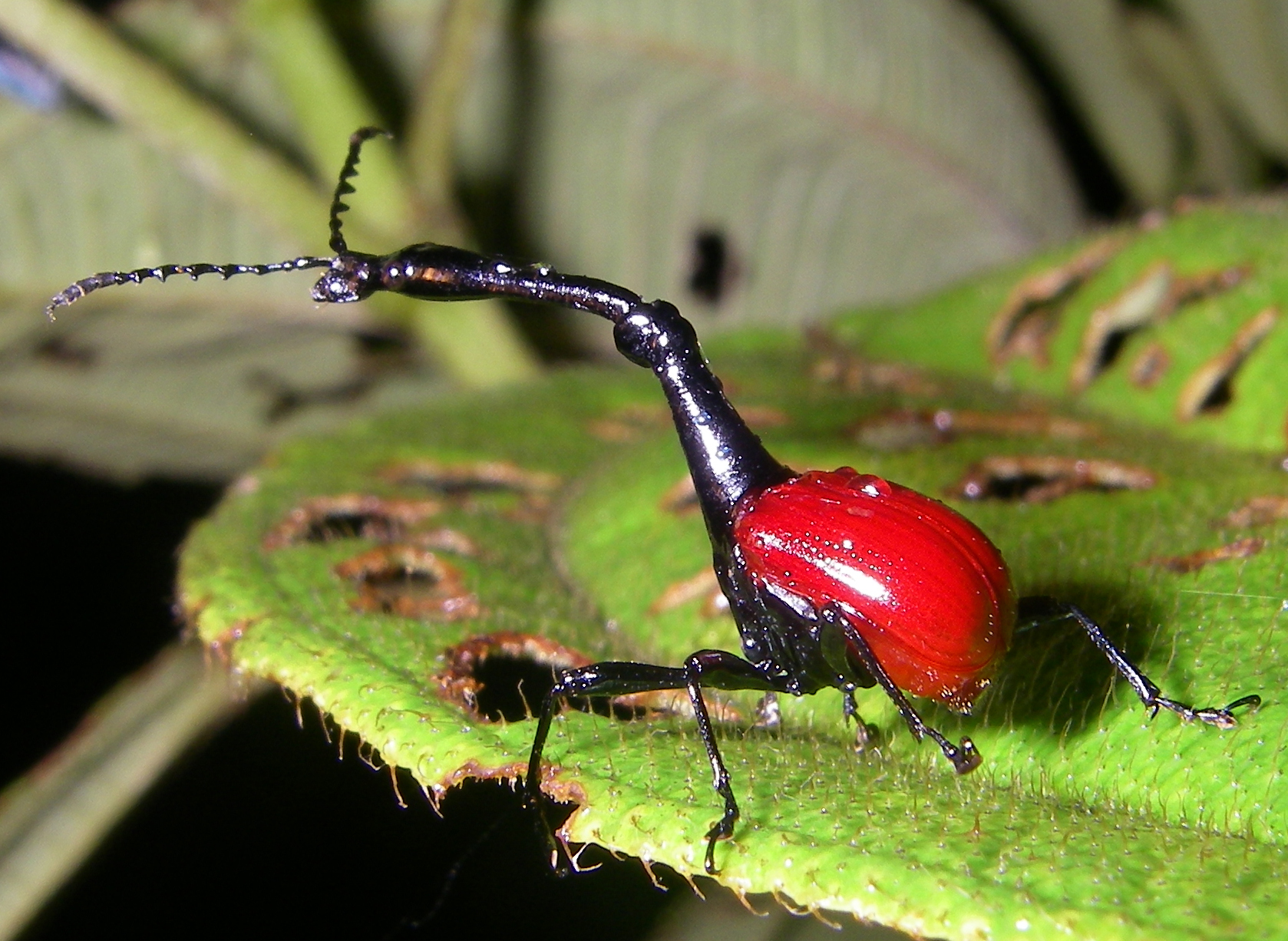
Trachelophorus giraffa